# دم الثور
دم الثور هو درجة غامقة من اللون الأحمر. إنه يشبه اللون البرغندي، لكن فيه نقبة أرجوانية أقل ونقبة بنية داكنة أكثر.